# Seznam vodních ploch v okrese Kladno
Seznam vodních ploch v okrese Kladno zahrnuje rybníky, nádrže a další vodní plochy nacházející se v okrese Kladno. Nejprve je uveden název plochy, poté fotka, odkaz do kategorie s dalšími fotkami na projektu Wikimedia Commons. Následně plocha uváděná v hektarech, celkový objem v tisících metrech krychlových, název odtoku, geografické souřadnice, obec v jejímž katastru se plocha nachází, ID DIBAVOD a poznámky.
| Název                    | Foto | Galerie                                                   | Plocha [ha] | Objem [tis. m3] | Název odtoku                                         | Souřadnice                       | Katastr                    | ID DIBAVOD   | Poznámky                                         |
| ------------------------ | ---- | --------------------------------------------------------- | ----------- | --------------- | ---------------------------------------------------- | -------------------------------- | -------------------------- | ------------ | ------------------------------------------------ |
| Farský rybník            |      | Kategorie „Farský rybník (Vraný)“ na Wikimedia Commons    |             |                 | Močidelský potok                                     | 50°19′40″ s. š., 14°0′47″ v. d.  | Vraný                      |              |                                                  |
| Šlapanický rybník        |      | Kategorie „Šlapanický rybník“ na Wikimedia Commons        | 11,7        | 243             | Vranský potok                                        | 50°18′49″ s. š., 14°7′11″ v. d.  | Šlapanice v Čechách        | 11202086000  |                                                  |
| Obecní rybník            |      |                                                           |             |                 | Vranský potok                                        | 50°18′56″ s. š., 14°6′36″ v. d.  | Šlapanice v Čechách        |              |                                                  |
| U mlýna                  |      |                                                           |             |                 | Močidelský potok                                     | 50°19′37″ s. š., 14°2′11″ v. d.  | Vraný                      |              |                                                  |
| Víchův rybník            |      |                                                           |             |                 | Močidelský potok                                     | 50°19′41″ s. š., 14°1′19″ v. d.  | Vraný                      |              |                                                  |
| Panský rybník            |      |                                                           |             |                 | Pálečský potok                                       | 50°18′41″ s. š., 14°3′2″ v. d.   | Páleč u Zlonic             |              |                                                  |
| Návesní rybník           |      |                                                           |             |                 | Vranský potok                                        | 50°18′45″ s. š., 14°8′12″ v. d.  | Poštovice                  |              |                                                  |
| Louže                    |      |                                                           |             |                 |                                                      | 50°18′13″ s. š., 14°12′2″ v. d.  | Černuc                     |              |                                                  |
| Ouválek                  |      |                                                           |             |                 |                                                      | 50°17′58″ s. š., 14°12′8″ v. d.  | Černuc                     |              |                                                  |
| Velký rybník             |      |                                                           |             |                 |                                                      | 50°18′20″ s. š., 14°14′4″ v. d.  | Miletice u Velvar          |              |                                                  |
| Malý rybník              |      | Kategorie „Malý rybník“ na Wikimedia Commons              |             |                 |                                                      | 50°18′18″ s. š., 14°14′5″ v. d.  | Miletice u Velvar          |              |                                                  |
| Chržínský rybník         |      |                                                           | 90          | 9               | boční Bakovský potok                                 | 50°17′38″ s. š., 14°15′54″ v. d. | Uhy                        | 11202093000  | Neleží na hlavním toku Bakovského potoka         |
| Budihostický rybník      |      |                                                           | 90          | 2,5             | Vranský potok                                        | 50°17′39″ s. š., 14°15′34″ v. d. | Budihostice                | 11202092000  |                                                  |
| Velký rybník             |      | Kategorie „Velký rybník (Uhy)“ na Wikimedia Commons       |             |                 | bezejmenný pravostranný přítok Bakovského potoka     | 50°17′12″ s. š., 14°16′28″ v. d. | Uhy                        |              |                                                  |
| Plovka                   |      |                                                           |             |                 | bezejmenný levostranný přítok Zlonického potoka      | 50°17′14″ s. š., 14°5′11″ v. d.  | Zlonice                    |              |                                                  |
| V brůdku                 |      | Kategorie „V brůdku“ na Wikimedia Commons                 |             |                 | Zlonický potok                                       | 50°17′17″ s. š., 14°4′46″ v. d.  | Zlonice                    |              |                                                  |
| Cukrovarský rybník       |      |                                                           | 50          | 3,6             | Zlonický potok                                       | 50°17′18″ s. š., 13°59′29″ v. d. | Klobuky                    | 11202058000  | Též nazýván Benjamin                             |
| Nový rybník              |      |                                                           |             |                 | Žerotínský potok                                     | 50°17′45″ s. š., 13°58′39″ v. d. | Klobuky                    |              |                                                  |
| Starý rybník             |      |                                                           |             |                 | Žerotínský potok                                     | 50°17′39″ s. š., 13°57′47″ v. d. | Kokovice                   |              |                                                  |
| Hobšovický rybník        |      |                                                           | 60          | 7,9             | Bakovský potok                                       | 50°16′24″ s. š., 14°8′45″ v. d.  | Hobšovice                  | 11202055000  |                                                  |
| Malovarský rybník        |      |                                                           |             |                 | Červený potok                                        | 50°16′47″ s. š., 14°13′32″ v. d. | Velvary                    |              |                                                  |
| Žižický rybník           |      | Kategorie „Žižický rybník“ na Wikimedia Commons           | 67          | 5,3             | Červen potok                                         | 50°15′0″ s. š., 14°9′35″ v. d.   | Žižice                     | 11202078001  |                                                  |
| Na rybníčkách            |      |                                                           |             |                 | Bakovský potok                                       | 50°15′42″ s. š., 14°3′43″ v. d.  | Královice u Zlonic         |              |                                                  |
| Plchovský rybník         |      |                                                           | 125         | 7,2             | Bakovský potok                                       | 50°15′6″ s. š., 13°58′3″ v. d.   | Plchov                     | 11202051000  |                                                  |
| Velký Bílichovský rybník |      | Kategorie „Velký Bílichovský rybník“ na Wikimedia Commons |             |                 | Zlonický potok                                       | 50°15′20″ s. š., 13°54′56″ v. d. | Bílichov                   |              |                                                  |
| Malý Bílichovský rybník  |      |                                                           |             |                 | Zlonický potok                                       | 50°15′14″ s. š., 13°54′41″ v. d. | Bílichov                   |              | Dříve První rybník                               |
| Druhý rybník             |      |                                                           |             | 0,91            | Zlonický potok                                       | 50°15′4″ s. š., 13°54′7″ v. d.   | Bílichov                   | 112020560006 |                                                  |
| Třetí rybník             |      |                                                           |             |                 | Zlonický potok                                       | 50°14′56″ s. š., 13°53′49″ v. d. | Bílichov                   |              |                                                  |
| Blahotický rybník I      |      | Kategorie „Blahotický rybník I“ na Wikimedia Commons      |             | 15,4            | Červený potok                                        | 50°14′10″ s. š., 14°7′15″ v. d.  | Blahotice                  | 112020780011 |                                                  |
| Blahotický rybník II     |      | Kategorie „Blahotický rybník II“ na Wikimedia Commons     | 16,2        | 483             | Červený potok                                        | 50°14′13″ s. š., 14°7′47″ v. d.  | Blahotice                  | 112020780001 |                                                  |
| Slatinský rybník         |      |                                                           | 2,6         | 29              | bezejmenný pravostranný přítok Slatinského potoka    | 50°13′30″ s. š., 14°14′15″ v. d. | Slatina u Velvar           | 112020440001 |                                                  |
| Otrok                    |      | Kategorie „Otrok“ na Wikimedia Commons                    | 2,11        |                 | Knovízský potok                                      | 50°13′41″ s. š., 14°10′30″ v. d. | Zvoleněves                 | 112020430001 |                                                  |
| Červený rybník           |      |                                                           | 0,44        |                 | Červený potok                                        | 50°13′30″ s. š., 14°4′32″ v. d.  | Kvíc                       | 112020720002 |                                                  |
| Nový rybník              |      |                                                           | 7,16        |                 | Červený potok                                        | 50°13′24″ s. š., 14°3′49″ v. d.  | Slaný                      | 112020720005 | Též Velký slánský rybník                         |
| Babinec                  |      |                                                           | 2,58        |                 | Bakovský potok                                       | 50°13′52″ s. š., 13°54′47″ v. d. | Hřešice                    | 112020490007 |                                                  |
| Řisutský rybník          |      |                                                           | 1           | 29              | Červený potok                                        | 50°13′7″ s. š., 14°1′47″ v. d.   | Řisuty u Slaného           | 112020720004 |                                                  |
| Cukrovarský rybník       |      |                                                           | 1           |                 | Červený potok                                        | 50°13′8″ s. š., 14°1′59″ v. d.   | Studeněves                 | 112020720003 |                                                  |
| Nový studeněveský rybník |      |                                                           | 2,4         | 23              | Červený potok                                        | 50°13′23″ s. š., 14°3′2″ v. d.   | Studeněves                 | 11202072000  | Též Nový studeněcký rybník                       |
| Duschencův rybník        |      |                                                           |             |                 |                                                      | 50°12′54″ s. š., 14°8′13″ v. d.  | Knovíz                     |              |                                                  |
| Pod skálou               |      |                                                           |             |                 |                                                      | 50°12′52″ s. š., 14°16′39″ v. d. | Otvovice                   |              |                                                  |
| U nádraží                |      |                                                           |             |                 |                                                      | 50°12′39″ s. š., 14°16′19″ v. d. | Otvovice                   |              |                                                  |
| Ve stráni                |      |                                                           |             |                 |                                                      | 50°12′39″ s. š., 14°9′53″ v. d.  | Želenice                   |              |                                                  |
| Za dvorem                |      |                                                           |             |                 | Černý potok                                          | 50°12′36″ s. š., 13°58′50″ v. d. | Malíkovice                 |              |                                                  |
| Kněžák                   |      |                                                           | 0,29        |                 | Drnecký potok                                        | 50°12′3″ s. š., 13°59′16″ v. d.  | Ledce u Kladna             | 112020760002 |                                                  |
| Návesák                  |      |                                                           | 0,37        |                 | bezejmenný levostranný přítok Šternberského potoka   | 50°11′51″ s. š., 14°0′12″ v. d.  | Ledce u Kladna             | 112020730006 |                                                  |
| Na hrádku                |      |                                                           |             |                 | Šternberský potok                                    | 50°11′36″ s. š., 13°59′59″ v. d. | Ledce u Kladna             |              |                                                  |
| Zigaňák                  |      |                                                           | 0,95        |                 | Šternberský potok                                    | 50°11′51″ s. š., 14°0′43″ v. d.  | Ledce u Kladna             | 112020730005 |                                                  |
| Šternberský rybník       |      |                                                           | 0,64        |                 | Šternberský potok                                    | 50°11′55″ s. š., 14°1′27″ v. d.  | Ledce u Kladna             | 112020730007 |                                                  |
| Nebesák                  |      |                                                           | 0,36        |                 | bezejmenný levostranný přítok Knovízského potoka     | 50°11′34″ s. š., 14°2′18″ v. d.  | Smečno                     | 112020430020 |                                                  |
| Brodský rybník           |      |                                                           |             |                 | Týnecký potok                                        | 50°11′27″ s. š., 14°11′41″ v. d. | Dřetovice                  |              |                                                  |
| Jehličkova louž          |      |                                                           |             |                 |                                                      |                                  | Třebichovice               |              | Pravděpodobně na 50°11′27″ s. š., 14°4′51″ v. d. |
| Nuskova louž             |      |                                                           |             |                 |                                                      | 50°11′15″ s. š., 14°4′45″ v. d.  | Třebichovice               |              |                                                  |
| Šmanťák                  |      |                                                           | 0,1         |                 | bezejmenný levostranný přítok Knovízského potoka     | 50°11′18″ s. š., 14°2′49″ v. d.  | Smečno                     | 112020430008 |                                                  |
| Srnčák                   |      |                                                           | 0,3         |                 | bezejmenný pravostranný přítok Šternberského potoka  | 50°11′6″ s. š., 13°59′30″ v. d.  | Hradečno                   | 112020730008 |                                                  |
| Rybníček                 |      |                                                           |             |                 | Svinařovský potok                                    | 50°10′46″ s. š., 14°2′ v. d.     | Smečno                     |              |                                                  |
| Pod dálnicí              |      |                                                           |             |                 | Dřetovický potok                                     | 50°10′34″ s. š., 14°12′ v. d.    | Dřetovice                  |              |                                                  |
| Pod Pilským mlýnem       |      |                                                           |             |                 | Dřetovický potok                                     | 50°10′46″ s. š., 14°12′9″ v. d.  | Dřetovice                  |              |                                                  |
| Obecní rybník            |      |                                                           |             |                 | bezejmenný pravostranný přítok Buštěhradského potoka | 50°10′21″ s. š., 14°14′20″ v. d. | Libochovičky               |              |                                                  |
| Vrapický rybník          |      |                                                           | 1,93        |                 | Dřetovický potok                                     | 50°10′13″ s. š., 14°11′ v. d.    | Stehelčeves                | 112020310034 |                                                  |
| Libušín                  |      |                                                           |             |                 | bezejmenný pravostranný přítok Knovízského potoka    | 50°9′39″ s. š., 14°3′59″ v. d.   | Libušín                    |              | jezero, dříve nazývané Jezírko                   |
| Nový rybník              |      |                                                           |             |                 | Buštěhradský potok                                   | 50°9′23″ s. š., 14°11′14″ v. d.  | Buštěhrad                  |              |                                                  |
| Starý rybník             |      |                                                           | 0,36        |                 | Buštěhradský potok                                   | 50°9′25″ s. š., 14°11′21″ v. d.  | Buštěhrad                  | 112020290005 |                                                  |
| Koníčkův rybník          |      |                                                           |             |                 | Lidický potok                                        | 50°8′44″ s. š., 14°13′26″ v. d.  | Makotřasy                  |              |                                                  |
| Mokřad                   |      |                                                           | 0,37        |                 |                                                      | 50°8′31″ s. š., 14°12′40″ v. d.  | Makotřasy                  | 112020270002 |                                                  |
| Nervák                   |      |                                                           | 2,31        |                 | Lidický potok                                        | 50°8′26″ s. š., 14°11′51″ v. d.  | Lidice                     | 112020270011 |                                                  |
| Lidický rybník           |      |                                                           |             |                 | Lidický potok                                        | 50°8′25″ s. š., 14°11′31″ v. d.  | Lidice                     |              |                                                  |
| Kročehlavský rybník      |      |                                                           | 0,39        |                 |                                                      | 50°8′28″ s. š., 14°6′54″ v. d.   | Kročehlavy                 | 112020310031 |                                                  |
| Turyňský rybník          |      |                                                           | 43          |                 | Loděnice                                             | 50°8′9″ s. š., 14°1′27″ v. d.    | Kamenné Žehrovice          | 111050110001 |                                                  |
| Salakvarda               |      |                                                           | 1,17        |                 |                                                      | 50°7′51″ s. š., 13°58′45″ v. d.  | Lány                       | 111050090008 |                                                  |
| Panelovka                |      |                                                           | 0,64        |                 | bezejmenný levostranný přítok Lidického potoka       | 50°7′51″ s. š., 14°8′53″ v. d.   | Hřebeč                     | 112020270015 |                                                  |
| Hřebečská přehrada       |      |                                                           | 2,06        |                 | Lidický potok                                        | 50°7′56″ s. š., 14°9′31″ v. d.   | Hřebeč                     | 112020270013 |                                                  |
| Fechtnerův rybník        |      |                                                           | 0,3         |                 | Lidický potok                                        | 50°8′10″ s. š., 14°9′45″ v. d.   | Hřebeč                     | 112020270012 |                                                  |
| Šmanťák                  |      |                                                           | 4,39        |                 | bezejmenný pravostranný přítok Loděnice              | 50°7′34″ s. š., 14°0′20″ v. d.   | Kamenné Žehrovice          | 111050110018 |                                                  |
| Zámecký rybník           |      |                                                           | 0,82        |                 | Zámecký potok                                        | 50°7′22″ s. š., 13°57′35″ v. d.  | Lány                       | 111050090001 |                                                  |
| Na ohradech              |      |                                                           |             |                 | Zámecký potok                                        | 50°7′25″ s. š., 13°57′3″ v. d.   | Lány                       |              |                                                  |
| Židovský rybník          |      |                                                           | 0,49        |                 | Zámecký potok                                        | 50°7′27″ s. š., 13°56′49″ v. d.  | Lány                       | 111050090003 |                                                  |
| Nohavice                 |      |                                                           | 0,9         |                 | Loděnice                                             | 50°7′ s. š., 14°2′15″ v. d.      | Doksy u Kladna             | 111050110005 |                                                  |
| Hrázský rybník           |      |                                                           |             |                 | Loděnice, Rozdělovský potok                          | 50°6′51″ s. š., 14°2′58″ v. d.   | Doksy u Kladna             |              |                                                  |
| Panská zahrada           |      |                                                           |             |                 |                                                      | 50°6′42″ s. š., 14°4′33″ v. d.   | Velká Dobrá                |              |                                                  |
| U hřiště                 |      |                                                           |             |                 | Dolanský potok                                       | 50°6′57″ s. š., 14°8′44″ v. d.   | Dolany u Kladna            |              |                                                  |
| Sádek                    |      |                                                           | 0,36        |                 | Dolanský potok                                       | 50°6′58″ s. š., 14°9′8″ v. d.    | Dolany u Kladna            | 112020220002 |                                                  |
| Přehrada                 |      |                                                           |             |                 | Dobrovízský potok                                    | 50°6′22″ s. š., 14°12′17″ v. d.  | Hostouň u Prahy            |              |                                                  |
| Braškovský rybník        |      |                                                           | 0,49        |                 | Černý potok                                          | 50°6′3″ s. š., 14°6′0″ v. d.     | Braškov                    | 111050180023 |                                                  |
| Spodní Pánovka           |      |                                                           | 0,24        |                 | Hubertka                                             | 50°6′16″ s. š., 13°56′43″ v. d.  | Lány                       | 111030480011 |                                                  |
| Pánovka                  |      |                                                           | 0,85        |                 | Hubertka                                             | 50°6′30″ s. š., 13°56′43″ v. d.  | Lány                       | 111030480013 |                                                  |
| Křišťál                  |      |                                                           | 0,22        |                 | Hubertka                                             | 50°6′35″ s. š., 13°56′14″ v. d.  | Lány                       | 111030480005 |                                                  |
| Kouglův rybník           |      |                                                           | 1,64        |                 | bezejmenný levostranný přítok Klíčavy                | 50°5′59″ s. š., 13°55′3″ v. d.   | Lány                       | 111030470002 |                                                  |
| Sádky                    |      |                                                           | 0,07        |                 | bezejmenný pravostranný přítok Lánského potoka       | 50°5′55″ s. š., 13°55′54″ v. d.  | Lány                       | 111030480019 |                                                  |
| U můstku                 |      |                                                           | 0,06        |                 | bezejmenný pravostranný přítok Lánského potoka       | 50°5′50″ s. š., 13°55′43″ v. d.  | Lány                       | 111030480021 |                                                  |
| V haltýřích              |      |                                                           | 0,01        |                 | bezejmenný pravostranný přítok Lánského potoka       | 50°5′35″ s. š., 13°55′52″ v. d.  | Lány                       | 111030480018 |                                                  |
| Ovčanda                  |      |                                                           |             |                 | Luční potok                                          | 50°5′2″ s. š., 14°8′10″ v. d.    | Unhošť                     |              | Též Velkodvorský rybník                          |
| Bulhar                   |      |                                                           | 1,87        |                 | Luční potok                                          | 50°4′53″ s. š., 14°7′11″ v. d.   | Unhošť                     | 111050180014 |                                                  |
| Horní pivovarský rybník  |      |                                                           |             |                 | Černý potok                                          |                                  | Unhošť                     |              | Asi 50°4′54″ s. š., 14°6′52″ v. d.               |
| Spodní pivovarský rybník |      |                                                           |             |                 | Černý potok                                          | 50°4′52″ s. š., 14°6′55″ v. d.   | Unhošť                     |              |                                                  |
| Ledárenský rybník I      |      |                                                           |             |                 | Černý potok                                          |                                  | Unhošť                     |              | Asi 50°4′50″ s. š., 14°6′57″ v. d.               |
| Výtažník                 |      |                                                           |             |                 | Černý potok                                          | 50°4′48″ s. š., 14°6′56″ v. d.   | Unhošť                     |              |                                                  |
| Nový rybník (Unhošť)     |      |                                                           |             |                 | Černý potok                                          | 50°4′47″ s. š., 14°6′52″ v. d.   | Unhošť                     |              |                                                  |
| Rybárna                  |      |                                                           | 1,07        |                 | Černý potok                                          | 50°4′45″ s. š., 14°6′46″ v. d.   | Unhošť                     | 111050180020 |                                                  |
| Parkán                   |      |                                                           | 0,69        |                 | Kyšický potok                                        | 50°5′21″ s. š., 14°6′20″ v. d.   | Kyšice                     | 111050180017 |                                                  |
| U rybníčku               |      |                                                           |             |                 | bezejmenný levostranný přítok Loděnice               | 50°5′4″ s. š., 14°2′28″ v. d.    | Dolní Bezděkov u Kladna    |              |                                                  |
| Drahý rybník             |      |                                                           | 0,44        |                 | Lánský potok                                         | 50°5′24″ s. š., 13°56′22″ v. d.  | Lhota u Kamenných Žehrovic | 111030480020 |                                                  |
| U ručiček                |      |                                                           | 1,82        |                 | Lánský potok                                         | 50°5′15″ s. š., 13°56′30″ v. d.  | Lhota u Kamenných Žehrovic | 111030480002 |                                                  |
| U chaty                  |      |                                                           | 0,24        |                 | Lánský potok                                         | 50°5′6″ s. š., 13°56′22″ v. d.   | Lhota u Kamenných Žehrovic | 111030480022 |                                                  |
| Pod chatou               |      |                                                           | 0,11        |                 | Lánský potok                                         | 50°5′3″ s. š., 13°56′14″ v. d.   | Lány                       | 111030480001 |                                                  |
| Klíčava                  |      |                                                           | 3,15        |                 | Klíčava                                              | 50°5′6″ s. š., 13°54′3″ v. d.    | Městečko u Křivoklátu      | 111030470014 | Částečně v okrese Rakovník                       |
| Klíčava                  |      |                                                           | 1,54        |                 | Klíčava                                              | 50°4′44″ s. š., 13°54′24″ v. d.  | Lány                       | 111030470005 | Původní vodní nádrž                              |
| Klíčava                  |      |                                                           | 58,41       |                 | Klíčava                                              | 50°4′5″ s. š., 13°55′54″ v. d.   | Lány                       | 111030490001 | Částečně v okrese Rakovník. Vodní nádrž.         |
| Pomezní rybník           |      |                                                           |             |                 | bezejmenný pravostranný přítok Lhotského potoka      | 50°4′39″ s. š., 13°59′53″ v. d.  | Bratronice u Kladna        |              |                                                  |
| U milířů                 |      |                                                           |             |                 | bezejmenný pravostranný přítok Lhotského potoka      | 50°4′37″ s. š., 13°59′48″ v. d.  | Bratronice u Kladna        |              |                                                  |
| U paseky                 |      |                                                           |             |                 | bezejmenný pravostranný přítok Lhotského potoka      | 50°4′33″ s. š., 13°59′43″ v. d.  | Bratronice u Kladna        |              |                                                  |
| Pod Borkem               |      |                                                           |             |                 | bezejmenný pravostranný přítok Loděnice              | 50°4′32″ s. š., 14°1′23″ v. d.   | Bratronice u Kladna        |              |                                                  |
| U skály                  |      |                                                           |             |                 | bezejmenný pravostranný přítok Loděnice              | 50°4′28″ s. š., 14°1′32″ v. d.   | Bratronice u Kladna        |              |                                                  |
| U cihelny                |      |                                                           |             |                 | bezejmenný pravostranný přítok Loděnice              | 50°4′31″ s. š., 14°1′34″ v. d.   | Bratronice u Kladna        |              |                                                  |
| Myslivecký rybník        |      |                                                           |             |                 | bezejmenný pravostranný přítok Loděnice              | 50°4′32″ s. š., 14°1′36″ v. d.   | Bratronice u Kladna        |              |                                                  |
| U ostrova                |      |                                                           |             |                 | bezejmenný pravostranný přítok Loděnice              | 50°4′40″ s. š., 14°1′50″ v. d.   | Bratronice u Kladna        |              |                                                  |
| Rymáňský rybník          |      |                                                           | 0,19        |                 | Rymáňský potok                                       | 50°4′13″ s. š., 14°8′34″ v. d.   | Svárov u Unhoště           | 111050200003 |                                                  |
| Svárovský rybník         |      |                                                           | 1,54        |                 | bezejmenný levostranný přítok Rymáňského potoka      | 50°3′42″ s. š., 14°9′6″ v. d.    | Svárov u Unhoště           | 111050200005 |                                                  |
| Tmavák                   |      |                                                           | 0,32        |                 | Rymáňský potok                                       | 50°4′ s. š., 14°7′49″ v. d.      | Svárov u Unhoště           | 111050200006 |                                                  |
| Bozděchův rybník         |      |                                                           | 0,11        |                 | Černý potok                                          | 50°4′3″ s. š., 14°6′17″ v. d.    | Unhošť                     | 111050180012 |                                                  |
| Obecní rybník            |      |                                                           |             |                 | bezejmenný pravostranný přítok Loděnice              | 50°4′7″ s. š., 14°0′56″ v. d.    | Bratronice u Kladna        |              |                                                  |
| U lesíka                 |      |                                                           |             |                 | bezejmenný pravostranný přítok Loděnice              | 50°4′5″ s. š., 14°0′48″ v. d.    | Bratronice u Kladna        |              |                                                  |
| Lesní rybník             |      |                                                           |             |                 |                                                      | 50°3′27″ s. š., 14°0′48″ v. d.   | Bratronice u Kladna        |              |                                                  |
| U lipiny                 |      |                                                           |             |                 | Žlábek                                               | 50°3′33″ s. š., 14°2′15″ v. d.   | Bratronice u Kladna        |              |                                                  |
| Okrouhlík                |      |                                                           |             |                 | Loděnice                                             | 50°2′58″ s. š., 14°6′13″ v. d.   | Unhošť                     |              |                                                  |